# 75
75（七十五、ななじゅうご、しちじゅうご、ひちじゅうご、ななそいつ、ななそじあまりいつつ）は自然数、また整数において、74の次で76の前の数である。

## 性質
- 75 は合成数であり、正の約数は 1, 3, 5, 15, 25, 75 である。
  - 約数の和は124。
  - 素数を除いて σ(n) − n が平方数になる8番目の数である。1つ前は56、次は76。ただしσは約数関数。(オンライン整数列大辞典の数列 A048699)
- 1/75 = 0.013… (下線部は循環節で長さは1)
  - 逆数が循環小数になる数で循環節が1になる14番目の数である。1つ前は72、次は90。(オンライン整数列大辞典の数列 A070021)
- 5番目の五角錐数である。1つ前は40、次は126。
  - 五角数の初めの5つを加えた値であることも同時に意味する。

75 = 1 + 5 + 12 + 22 + 35 = 1 + (2 + 3) + (3 + 4 + 5) + (4 + 5 + 6 +7) + (5 + 6 + 7 + 8 + 9)
- 75 と 48 は婚約数である。これは最小の婚約数である。次は(140, 195)。
  - 75 の 1 と 75 を除く正の約数の和は 48 であり、48 の 1 と 48 を除く正の約数の和は 75 である。
- 753 = 421875 になり下2桁が75になる。n と n3 の下2桁が同じになる6番目の数である。1つ前は51、次は76。
  - この性質をもつ数は偶数乗においても下2桁が等しくなる。
例．752 = 5625、754 = 31640625
  - この性質をもつ2桁の数字列は、他に00, 01, 24, 25, 49, 51, 76, 99がある。(オンライン整数列大辞典の数列 A008856)
- 2, 4, 8, 16, 32, 64（75未満の全ての2の累乗数）と自身75との差が全て素数になる6番目の数である。1つ前は45、次は105。(オンライン整数列大辞典の数列 A039669)
  - すなわち 75 − 2 = 73, 75 − 4 = 71, 75 − 8 = 67, 75 − 16 = 59, 75 − 32 = 43, 75 − 64 = 11 となり下線部は全て素数である。
- 4進数において最小のパンデジタル数である。すなわち4進数では1023(4)となる。次は78。(オンライン整数列大辞典の数列 A049355)
  - n進法における最小のパンデジタル数と見たとき、1つ前は11、次は694。(オンライン整数列大辞典の数列 A049363)
- 各位の和が12になる5番目の数である。1つ前は66、次は84。
- 75 = 21 + 32 + 43 = (4 − 1) × (4 + 1)2 = 43 + 42 − 4 − 1
  - n = 4 のときの n3 + (n − 1)2 + (n − 2) の値とみたとき1つ前は32、次は144。(オンライン整数列大辞典の数列 A152619)
- 75 = 12 + 52 + 72 = 52 + 52 + 52
  - 3つの平方数の和2通りで表せる11番目の数である。1つ前は74、次は77。(オンライン整数列大辞典の数列 A025322)
  - 75 = 12 + 52 + 72
    - 異なる3つの平方数の和1通りで表せる22番目の数である。1つ前は70、次は78。(オンライン整数列大辞典の数列 A025339)
    - n = 2 のときの 1n + 5n + 7n の値とみたとき1つ前は13、次は469。(オンライン整数列大辞典の数列 A074517)
- 75 = 3 × 52
  - n = 5 のときの 3n2 の値とみたとき1つ前は48、次は108。(オンライン整数列大辞典の数列 A033428)
  - 2つの異なる素因数の積で p2 × q の形で表せる11番目の数である。1つ前は68、次は76。(オンライン整数列大辞典の数列 A054753)
- 75 = 12 + 22 + 32 + 52 + 62
  - n = 2 のときの 1n + 2n + 3n + 5n + 6n の値とみたとき1つ前は17、次は377。
  - 75 = (3−1/2)2 + (5−1/2)2 + (7−1/2)2 + (11−1/2)2 + (13−1/2)2
- すべての桁が素数である19番目の数である。1つ前は73、次は77。(オンライン整数列大辞典の数列 A046034)
  - すべての桁が異なる素数である16番目の数である。1つ前は73、次は235。(オンライン整数列大辞典の数列 A124673)
- 75 = {\displaystyle \sum _{k=1}^{5}(k^{2}+k+1)}
  - n = 5 のときの {\displaystyle \sum _{k=1}^{n}(k^{2}+k+1)} の値とみたとき1つ前は44、次は118。(オンライン整数列大辞典の数列 A145069)
- 75 = 142 − 121
  - n = 14 のときの n2 − 112 の値とみたとき1つ前は48、次は104。(オンライン整数列大辞典の数列 A132764)

## その他 75 に関すること
- 原子番号 75 の元素はレニウム (Re)。
- 100 の 3/4。75年を三四半世紀という。
- 慣用表現に、「人の噂も七十五日（= 2カ月半）」。また、初物を食べると寿命が七十五日延びるという。
- 結婚75周年の結婚記念日はプラチナ婚式という。
- 第75代天皇は崇徳天皇である。
- 日本の75代目の内閣総理大臣は、宇野宗佑。
- 第75代ローマ教皇はエウゲニウス1世（在位：654年8月10日～657年6月2日）である。
- 諏訪大社で行われる御頭祭にはかつて75頭の牡鹿が供えられた。
- 年始から数えて75日目は3月16日、閏年は3月15日。
- クルアーンにおける第75番目のスーラは復活である。
- 理論上考えられる炭素数10のアルカンの異性体の数は75。
- 国鉄ED75形電気機関車は、日本国有鉄道が製造した交流用電気機関車。
- はしごを立てかける角度は75°が推奨されている。
- 一般的なビンゴカードは1～75までの数の中から24個の数と中央のFreeでできている。
- 映像信号を伝送するケーブルを接続するRCA端子などの入出力インピーダンスは、アンテナフィーダーの特性インピーダンスと同様に、75Ωでほぼ統一されている。